# Жаворонков, Владимир (футболист)
Владимир Жаворонков (латыш. Vladimirs Žavoronkovs) — латвийский футболист, выступавший на позиции центрального защитника; тренер.

## Биография
Родился 25 ноября 1976 года в Даугавпилсе. Воспитанник местного футбола. Первые тренеры — Фёдор Панкратьевич Шарипов и Александр Григорьевич Кохан.
В Высшей лиге Латвии дебютировал в 1994 году в составе ФК «Аусеклис» Даугавпилс.
Провёл 10 матчей за национальную сборную страны. Первый матч — 21 февраля 2004 года против команды Белоруссии (1:4) на Torneo Internazionale di Cipro	в Ларнаке.
Завершал карьеру игрока в «Даугаве» (где был играющим тренером, а в 2012 году и с октября по ноябрь 2014 исполнял обязанности главного тренера) и «Илукстес-КСШ».

## Титулы
- Вице-чемпион Латвии — 4 (1995, 2000—2002)
- Обладатель Кубка Латвии — 3 (2003—2005)